# Copa Africana de Naciones de Fútbol Playa 2015
La Copa Africana de Naciones de Fútbol Playa de 2015 sirvió como clasificación para la Copa Mundial de Fútbol Playa FIFA 2015, se disputó del 14 al 19 de abril de ese mismo año en la ciudad de Roche Caiman, en las Seychelles. La confederación dispuso de dos cupos directos para la copa mundial que se disputó en Espinho, en Portugal.

## Participantes
En cursiva, los países debutantes.
| Equipos participantes | Equipos participantes | Equipos participantes | Equipos participantes |
| --------------------- | --------------------- | --------------------- | --------------------- |
| Seychelles            | Costa de Marfil       | Túnez                 | Malí                  |
| Egipto                | Marruecos             | Sudán                 | Yibuti                |
| Ghana                 | Nigeria               | Camerún               | Uganda                |
| Libia                 | Senegal               | Kenia                 | Tanzania              |
| Madagascar            | Mozambique            | Mauricio              | Sudáfrica             |

## Sistema de competición
En la primera fase, los equipos fueron divididos en dos grupos de cuatro integrantes, los cuales jugaron todos contra todos. Avanzaron a la segunda fase el primer y segundo lugar de cada grupo. Los cuatro equipos clasificados fueron emparejados, y los ganadores de cada juego clasificaron a la copa del mundo, así como decidieron el campeón del torneo. Los perdedores disputaron el tercer puesto.

## Ronda Previa
| Fechas             | Local ida | Clasifica como | Local vuelta | Ida   | Vuelta | Global |
| ------------------ | --------- | -------------- | ------------ | ----- | ------ | ------ |
| 13 y 20 de febrero | Túnez     | Ganador 1      | Malí         | -     | -      | w.o.   |
| 22 de febrero      | Sudán     | Ganador 2      | Yibuti       | -     | -      | w.o.   |
| 14 y 21 de febrero | Camerún   | Ganador 3      | Uganda       | -     | -      | w.o.   |
| 15 y 21 de febrero | Kenia     | Ganador 4      | Tanzania     | 3 : 5 | 6 : 7  | 9 : 12 |
| 16 y 22 de febrero | Mauricio  | Ganador 5      | Mozambique   | 2 : 4 | 5 : 2  | 7 : 6  |

## Segunda ronda
Los ganadores anteriores se enfrentan a las selecciones ya clasificadas, los ganadores de cada llave se clasifican a la fase final.
| Fechas           | Local ida  | Global | Local vuelta    | Ida   | Vuelta |
| ---------------- | ---------- | ------ | --------------- | ----- | ------ |
| 27 y 29 de marzo | Malí       | w.o.   | Senegal         | -     | -      |
| 29 de marzo      | Yibuti     | 1 : 16 | Marruecos       | -     | -      |
| 15 y 22 de marzo | Uganda     | 8 : 21 | Ghana           | 6 : 9 | 2 : 12 |
| 13 y 22 de marzo | Tanzania   | 6 : 15 | Egipto          | 2 : 6 | 4 : 9  |
| 14 y 23 de marzo | Mauricio   | 6 : 18 | Costa de Marfil | 4 : 6 | 2 : 12 |
| 21 y 22 de marzo | Madagascar | 9 : 3  | Sudáfrica       | 5 : 1 | 4 : 2  |
| 15 y 22 de marzo | Nigeria    | w.o.   | Libia           | -     | -      |

## Calendario y resultados

### Primera fase
El sorteo se realizó el 5 de abril de 2015 en El Cairo, Egipto, junto con el sorteo de Clasificación para el Campeonato Africano de Naciones de 2016. Equipos clasificados:
- Seychelles (Anfitrión)
- Costa de Marfil
- Egipto
- Ghana
- Madagascar
- Marruecos
- Nigeria
- Senegal

#### Grupo A
| Equipo          | Pts | PJ | PG | PG+ | PP | GF | GC | Dif |
| --------------- | --- | -- | -- | --- | -- | -- | -- | --- |
| Nigeria         | 8   | 3  | 2  | 1   | 0  | 21 | 8  | 13  |
| Costa de Marfil | 4   | 3  | 1  | 1   | 1  | 11 | 11 | 0   |
| Egipto          | 3   | 3  | 1  | 0   | 2  | 9  | 9  | 0   |
| Seychelles      | 0   | 3  | 0  | 0   | 3  | 4  | 17 | -13 |

| 14 de abril de 2015, 17:30 | Seychelles  | 1:10                      | Nigeria                                                                                          | Roche Caiman Sports Complex, Roche Caiman |                              |
|                            | Mathiot 22' | ( 2:0, 5:1, 3:0 ) Reporte | Emeka 4' 22' · Ibenegbu 6' 29' · Emmanuel 14' · Abu 15' 35' · Olawale 20' · Taiwo 23' · Tale 31' | Árbitro(s): Driss Lamghaidar              | Árbitro(s): Driss Lamghaidar |

| 14 de abril de 2015, 18:45 | Egipto                                | 3:3 (t. s.)(0:0 t. s.)(1:3 p.) | Costa de Marfil             | Roche Caiman Sports Complex, Roche Caiman |                                |
|                            | Ahmed 4' · Mohamed 23' · Moustafa 25' | ( 1:0, 1:1, 1:2 ) Reporte      | Kabletchi 24' · Aka 26' 33' | Árbitro(s): Said Nassur Hachim            | Árbitro(s): Said Nassur Hachim |
|                            |                                       | Tiros desde el punto penal     |                             |                                           |                                |
|                            | Moustafa · Ahmed                      |                                | Kouadio · Aka · Daniel      |                                           |                                |

| 15 de abril de 2015, 15:00 | Nigeria                                                  | 4:1                       | Egipto        | Roche Caiman Sports Complex, Roche Caiman |                                |
|                            | Olawale 24' · Abu 26' · Emeka 28' · Abouserie 30' (a.g.) | ( 0:0, 1:0, 3:1 ) Reporte | Abouserie 36' | Árbitro(s): Said Nassur Hachim            | Árbitro(s): Said Nassur Hachim |

| 15 de abril de 2015, 16:15 | Costa de Marfil          | 2:1                       | Seychelles    | Roche Caiman Sports Complex, Roche Caiman |                               |
|                            | Koblan 28' · Kouadio 33' | ( 0:0, 0:0, 2:1 ) Reporte | Maguerite 34' | Árbitro(s): Youssouph Signate             | Árbitro(s): Youssouph Signate |

| 16 de abril de 2015, 15:00 | Seychelles               | 2:5                       | Egipto                                      | Roche Caiman Sports Complex, Roche Caiman |                               |
|                            | Cadeau 11' · Mathiot 21' | ( 1:2, 1:3, 0:0 ) Reporte | Mohamed G. 2' 15' · Mohamed F. 3' · Aly 23' | Árbitro(s): Jelili Ogunmuyiwa             | Árbitro(s): Jelili Ogunmuyiwa |

| 16 de abril de 2015, 16:15 | Nigeria                                                            | 7:6 (t. s.)(1:0 t. s.)    | Costa de Marfil                                       | Roche Caiman Sports Complex, Roche Caiman |                              |
|                            | Olawale 4' 30' · Ibenegbu 7' · Abu 16' · Emeka 26' 48' · Taiwo 34' | ( 2:2, 1:3, 3:1 ) Reporte | Tchetche 2' · Daniel 11' · Diomande 18' · Aka 19' 30' | Árbitro(s): Driss Lamghaidar              | Árbitro(s): Driss Lamghaidar |

#### Grupo B
| Equipo     | Pts | PJ | PG | PG+ | PP | GF | GC | Dif |
| ---------- | --- | -- | -- | --- | -- | -- | -- | --- |
| Madagascar | 8   | 3  | 2  | 1   | 0  | 20 | 11 | 9   |
| Senegal    | 3   | 3  | 1  | 0   | 2  | 12 | 11 | 1   |
| Marruecos  | 3   | 3  | 1  | 0   | 2  | 13 | 18 | -5  |
| Ghana      | 3   | 3  | 1  | 0   | 2  | 12 | 17 | -5  |

| 14 de abril de 2015, 15:00 | Senegal                                          | 7:3                       | Marruecos                                     | Roche Caiman Sports Complex, Roche Caiman |                               |
|                            | Kamara 8' 21' 22' 28' · Diouf 19' · Fall 25' 26' | ( 1:0, 3:0, 3:3 ) Reporte | Nassim 30' · El Hadaoui 33' · El Mahraouk 36' | Árbitro(s): Jelili Ogunmuyiwa             | Árbitro(s): Jelili Ogunmuyiwa |

| 14 de abril de 2015, 16:15 | Ghana                             | 4:9                       | Madagascar                                             | Roche Caiman Sports Complex, Roche Caiman |                             |
|                            | Adjei 2' · Sema 5' 11' · Kofi 29' | ( 3:4, 0:1, 1:4 ) Reporte | Taki 7' 11' 31' · Flavien 12' 17' 34' · Ymelda 25' 33' | Árbitro(s): Bessem Boubaker               | Árbitro(s): Bessem Boubaker |

| 15 de abril de 2015, 17:30 | Marruecos                                                      | 5:3                       | Ghana                   | Roche Caiman Sports Complex, Roche Caiman |                               |
|                            | Nassim 6' · Benmamma 10' 36' · El Mahrouk 24' · El Hadaoui 28' | ( 2:1, 1:2, 2:0 ) Reporte | Kofi 5' · Adjei 13' 16' | Árbitro(s): Jelili Ogunmuyiwa             | Árbitro(s): Jelili Ogunmuyiwa |

| 15 de abril de 2015, 18:45 | Madagascar                           | 3:2 (t. s.)(1:0 t. s.)    | Senegal         | Roche Caiman Sports Complex, Roche Caiman |                             |
|                            | Giovanni 2' · Flavien 22' · Toky 47' | ( 1:0, 1:1, 0:1 ) Reporte | Thioune 19' 27' | Árbitro(s): Bessem Boubaker               | Árbitro(s): Bessem Boubaker |

| 16 de abril de 2015, 17:30 | Senegal                           | 3:5                       | Ghana                                        | Roche Caiman Sports Complex, Roche Caiman |                           |
|                            | Kamara 15' · Fall 31' · Diouf 33' | ( 0:0, 1:3, 2:2 ) Reporte | Torsu 15' · Adjei 21' 30' 33' · Husseini 24' | Árbitro(s): Issam Bousbih                 | Árbitro(s): Issam Bousbih |

| 16 de abril de 2015, 18:45 | Marruecos                                                      | 5:8                       | Madagascar                                                               | Roche Caiman Sports Complex, Roche Caiman |                             |
|                            | Nassim 3' · El Hadaoui 3' · Benmamma 24' · El Karkouri 33' 35' | ( 2:5, 1:2, 2:1 ) Reporte | Giovanni 1' · Ymelda 1' · Tianasoa 5' · Flavien 5' 8' 22' · Toky 24' 30' | Árbitro(s): Bessem Boubaker               | Árbitro(s): Bessem Boubaker |

### Segunda fase

#### Fase final
|  | Semifinales          | Semifinales          |       |                      | Final                | Final       |  |
|  | 18 de abril          | 18 de abril          |       |                      | 19 de abril          | 19 de abril |  |
|  |                      |                      |       |                      |                      |             |  |
|  | Roche Caiman - 17:30 |                      |       |                      |                      |             |  |
|  | Nigeria              | 3                    |       |                      |                      |             |  |
|  | Senegal (t.s.)       | 4                    |       |                      |                      |             |  |
|  |                      |                      |       |                      |                      |             |  |
|  |                      |                      |       |                      | Roche Caiman - 18:45 |             |  |
|  |                      |                      |       |                      | Senegal              | 1 (1)       |  |
|  |                      | Madagascar (p.)      | 1 (2) |                      |                      |             |  |
|  |                      |                      |       |                      |                      |             |  |
|  |                      |                      |       |                      |                      |             |  |
|  |                      |                      |       |                      | Tercer lugar         |             |  |
|  | Roche Caiman - 18:45 | Roche Caiman - 18:45 |       | Roche Caiman - 17:30 | Roche Caiman - 17:30 |             |  |
|  | Madagascar (p.)      | 4 (3)                |       | Nigeria              | 9                    |             |  |
|  | Costa de Marfil      | 4 (2)                |       |                      | Costa de Marfil      | 1           |  |

#### Quinto puesto
|  | Semifinales          | Semifinales          |   |                      | Final                | Final       |  |
|  | 18 de abril          | 18 de abril          |   |                      | 19 de abril          | 19 de abril |  |
|  |                      |                      |   |                      |                      |             |  |
|  | Roche Caiman - 15:00 |                      |   |                      |                      |             |  |
|  | Egipto               | 6                    |   |                      |                      |             |  |
|  | Ghana                | 5                    |   |                      |                      |             |  |
|  |                      |                      |   |                      |                      |             |  |
|  |                      |                      |   |                      | Roche Caiman - 16:15 |             |  |
|  |                      |                      |   |                      | Egipto               | 1           |  |
|  |                      | Marruecos            | 3 |                      |                      |             |  |
|  |                      |                      |   |                      |                      |             |  |
|  |                      |                      |   |                      |                      |             |  |
|  |                      |                      |   |                      | Tercer lugar         |             |  |
|  | Roche Caiman - 16:15 | Roche Caiman - 16:15 |   | Roche Caiman - 15:00 | Roche Caiman - 15:00 |             |  |
|  | Marruecos            | 5                    |   | Ghana                | 12                   |             |  |
|  | Seychelles           | 1                    |   |                      | Seychelles           | 1           |  |

#### Semifinales por el Quinto Puesto
| 18 de abril de 2015, 15:00 | Egipto                                                       | 6:5                       | Ghana                                       | Roche Caiman Sports Complex, Roche Caiman |                                |
|                            | Mohamed G. 7' 8' · Moustapha 23' 35' · Eslam 25' · Ahmed 26' | ( 2:0, 1:2, 3:3 ) Reporte | Husseini 17' · Adjei 22' 26' · Kofi 25' 26' | Árbitro(s): Said Nassur Hachim            | Árbitro(s): Said Nassur Hachim |

| 18 de abril de 2015, 16:15 | Marruecos                                           | 5:1                       | Seychelles  | Roche Caiman Sports Complex, Roche Caiman |                               |
|                            | Benmamma 6' · El Ouairry 8' 15' · El Hamidy 18' 19' | ( 2:0, 3:0, 0:1 ) Reporte | Mathiot 34' | Árbitro(s): Jelili Ogunmuyiwa             | Árbitro(s): Jelili Ogunmuyiwa |

#### Semifinales
| 18 de abril de 2015, 17:30 | Nigeria                        | 3:4 (t. s.)(0:1 t. s.)    | Senegal                              | Roche Caiman Sports Complex, Roche Caiman |                             |
|                            | Emeka 3' · Abu 4' · Olawale 9' | ( 3:2, 0:1, 0:0 ) Reporte | Fall 3' · Diouf 8' · Thioune 21' 47' | Árbitro(s): Bessem Boubaker               | Árbitro(s): Bessem Boubaker |

| 18 de abril de 2015, 18:45 | Madagascar                               | 4:4 (t. s.)(0:0 t. s.)(3:2 p.) | Costa de Marfil                   | Roche Caiman Sports Complex, Roche Caiman |                              |
|                            | Toky 13' · Tianasoa 17' 26' · Ymelda 19' | ( 0:1, 3:2, 1:1 ) Reporte      | Daniel 9' 20' 34' · Dedjed 13'    | Árbitro(s): Driss Lamghaidar              | Árbitro(s): Driss Lamghaidar |
|                            |                                          | Tiros desde el punto penal     |                                   |                                           |                              |
|                            | Toky · Tianasoa · Flavien · Ymelda       |                                | Kouadio · Diomande · Daniel · Aka |                                           |                              |

#### Séptimo lugar
| 19 de abril de 2015, 15:00 | Ghana | 12:1    | Seychelles | Roche Caiman Sports Complex, Roche Caiman |                                  |
|                            |       | Reporte |            | Árbitro(s): Hany Farouk El Eraky          | Árbitro(s): Hany Farouk El Eraky |

#### Quinto lugar
| 19 de abril de 2015, 16:15 | Egipto | 1:3     | Marruecos | Roche Caiman Sports Complex, Roche Caiman |                                |
|                            |        | Reporte |           | Árbitro(s): Said Nassur Hachim            | Árbitro(s): Said Nassur Hachim |

#### Tercer lugar
| 19 de abril de 2015, 17:30 | Nigeria                                                                     | 9:1                       | Costa de Marfil | Roche Caiman Sports Complex, Roche Caiman |                           |
|                            | Abu 6' 11' 28' · Emeka 7' 27' · Olawale 14' · Ibenegbu 16' 18' · Lokosa 26' | ( 3:0, 3:1, 3:0 ) Reporte | Enam 17'        | Árbitro(s): Issam Bousbih                 | Árbitro(s): Issam Bousbih |

#### Final
| 19 de abril de 2015, 18:45 | Senegal                 | 1:1 (t. s.)(0:0 t. s.)(1:2 p.) | Madagascar                | Roche Caiman Sports Complex, Roche Caiman |                               |
|                            | Sylla 13'               | ( 0:1, 1:0, 0:0 ) Reporte      | Flavien 5'                | Árbitro(s): Jelili Ogunmuyiwa             | Árbitro(s): Jelili Ogunmuyiwa |
|                            |                         | Tiros desde el punto penal     |                           |                                           |                               |
|                            | Fall · Thioune · Kamara |                                | Toky · Tianasoa · Flavien |                                           |                               |

|                                  |
| Campeón Madagascar Primer título |

## Clasificados a la Copa Mundial de Fútbol Playa de 2015
| Bandera de Madagascar | Bandera de Senegal |
| Madagascar            | Senegal            |
| --------------------- | ------------------ |